# Higashiyama Kōen (métro de Nagoya)
Higashiyama Kōen (東山公園駅, Higashiyama-kōen-eki, littéralement station du Parc Higashiyama) est une station du métro de Nagoya sur la ligne Higashiyama dans l'arrondissement de Chikusa à Nagoya. Cette station est située près du Parc Higashiyama (Higashiyama Kōen).

## Situation sur le réseau
La station Higashiyama Kōen est située au point kilométrique (PK) 15,1 de la ligne Higashiyama.

## Histoire
La station a été inaugurée le 1er avril 1963.

## Services aux voyageurs

### Accès et accueil
La station est ouverte tous les jours.

### Desserte

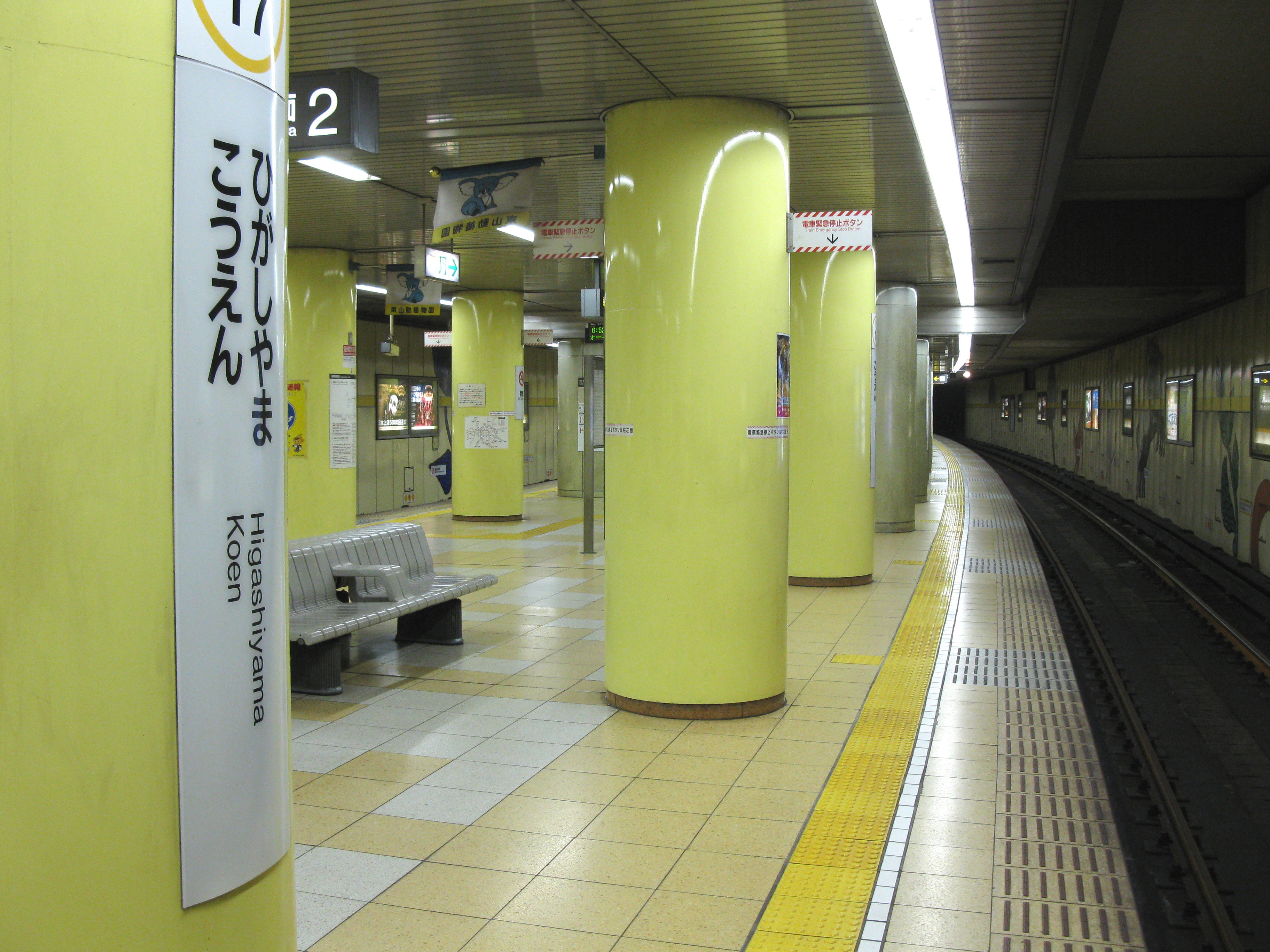
Vue du quai de la station

- Ligne Higashiyama :
  - voie 1 : direction Fujigaoka
  - voie 2 : direction Takabata